# Despéiname la vida
Despéiname la vida é uma telenovela boliviana criada e dirigida por Daniel Aguire e Pato Romay. Foi exibida pela Unitel entre 16 de julho de 2018 a 29 de outubro de 2018 em 76 capítulos. É considerada a primeira telenovela boliviana gravada em HD.

## Sinopse
A história concentra-se na construção capítulo a capítulo, passo a passo, do romance entre Enrique (Ronico Cuéllar), executivo de uma empresa de automotores e María (Grisel Quiroga), a peinadora. Na telenovela tiveram que “reduzir” a Ronico Cuéllar (o presentador-comediante televisivamente é ameno, ocorrente, de diálogos muito fluídos e intensos) com diálogos pausados e bastante formais, mas longe da personalidade extrovertida que projeto em ecrã e a vida real. A Grisel Quiroga no papel de María vê-lha, nos primeiros capítulos, mais terna e compreensiva, mas percebe-se que depois empurrá-la-ão em sua personalidade mais jovial e alegre. Irremediavelmente tanto a R. Cuéllar como a G. Quiroga desde que têm uma VIDA TELEVISIVA também lhes persegue a comparação com sua VIDA REAL, por isso os televidentes que seguem Despéiname a vida andam comparando essa dupla vida tão as estrelas típica nos culebrones, pois têm que brigar entre sua vida real e sua vida televisiva.Por seu lado, Susy Diab é Danitza, a bela-villana que, junto a sua mãe, estão na “caçada” de um homem. Diab sempre foi muito expressiva e uma forte personalidade que se refletem na telenovela. Minha Arauz é a menina Camilita, uma personagem simpático que engancha tanto a heróis (Enrique e María) como villanos (Danitza) e se vai roubando o coração da audiência. Gabriela Sandoval é Rosita, a garota surpresa do culebrón com suas ocorrências. Em fim, há personagens que vão hilvanando romances e conflitos com um bom elenco de atores bolivianos que sobressaíram em suas atividades.

## Elenco
Conta com Ronico Cuéllar, Grisel Quiroga, Susy Diab, Lorena Sugier, Vania Taborga, Elías Serrano, Mario Chávez, Gabriela Sandoval, Hernán Hurtado, Yovinka Arredondo, Miguel Cavassa e Jorge Urquidi

## Exibição

### Bolívia
|  | 1 | 76 | 16 de julho de 2018 | 29 de outubro de 2018 | 25.7 (Estréia). | Unitel |

## Trilha sonora
Ficou a cargo de Rigeo com o tema principal de abertura "La ideal".